# Palazzo uffici INPDAP

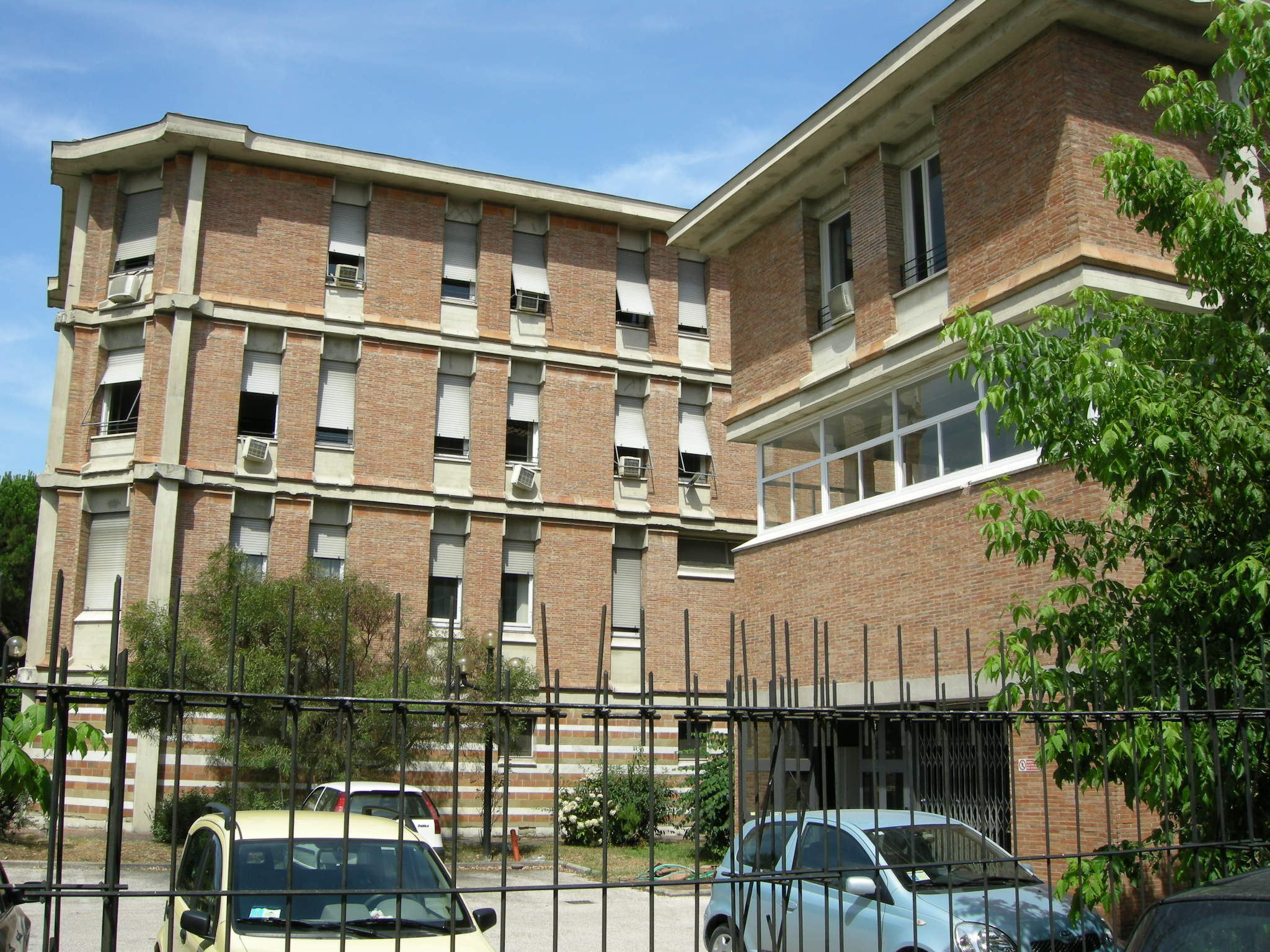
Palazzo uffici INPDAP

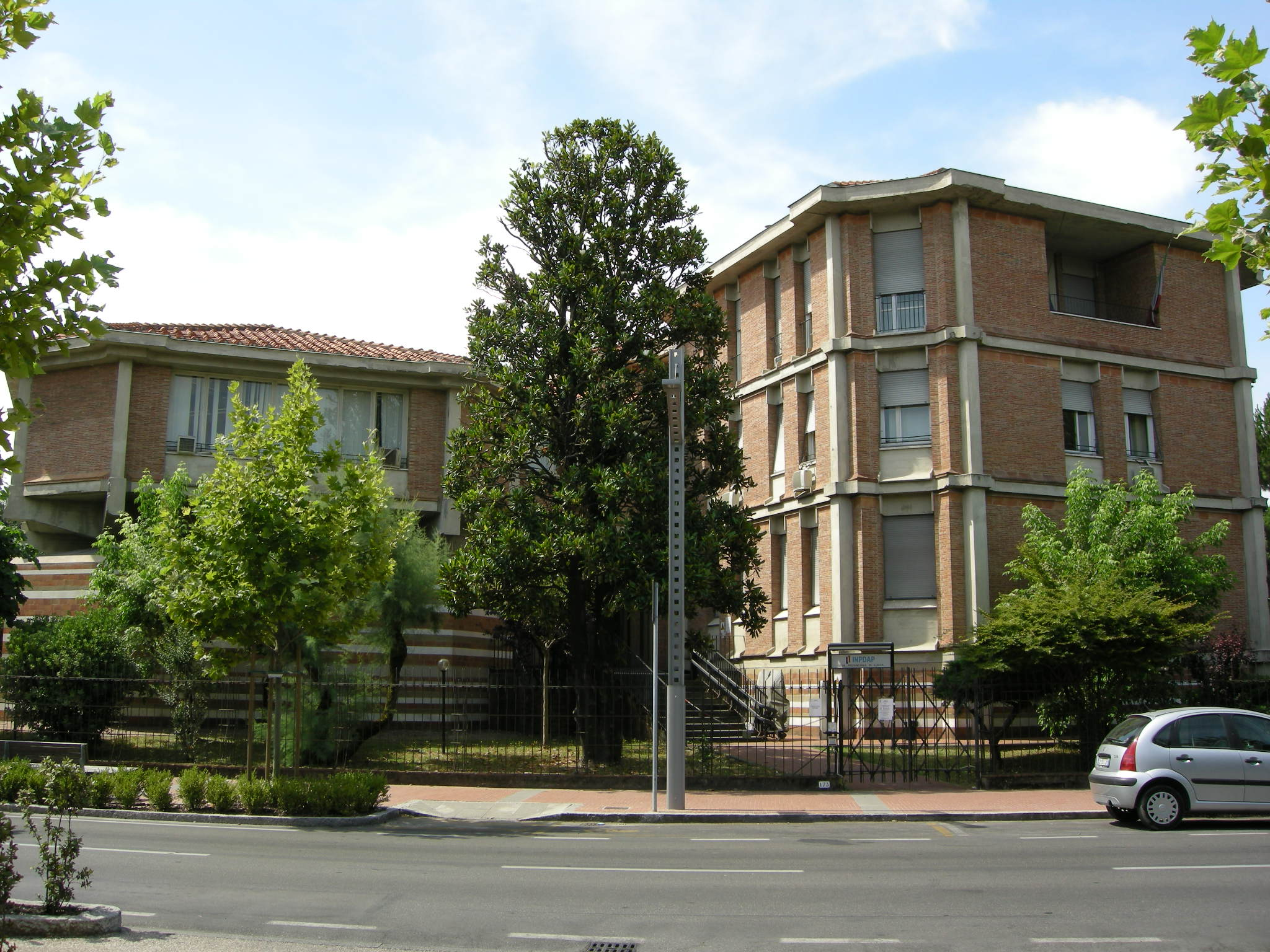
Palazzo uffici INPDAP

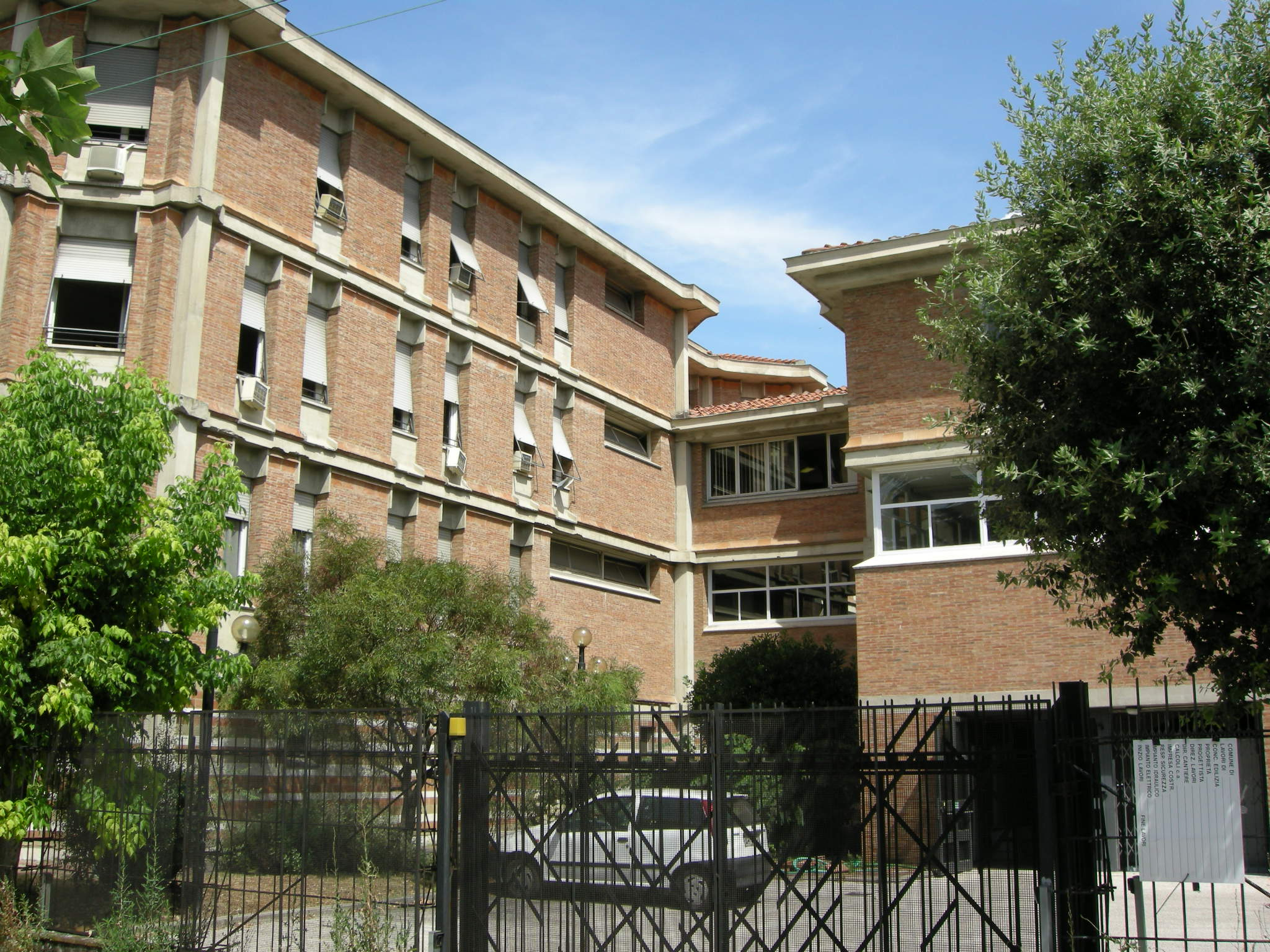
Palazzo uffici INPDAP

Il palazzo uffici INPDAP è situato in via Barsanti Matteucci 173 a Lucca.

## Storia
Realizzata nel 1960 su progetto dell'architetto Paolo Portoghesi, la sede dell'Inpdap di Lucca sorge fuori le mura della città in un tessuto urbano caratterizzato dall'espansione edilizia degli anni sessanta.
Il progetto architettonico viene elaborato in collaborazione con Eugenio Abruzzini, per la progettazione delle strutture l'architetto si avvale della consulenza degli ingegneri F. Piro ed E. Michetti.
Laureatosi nel 1957, Paolo Portoghesi, già conosciuto come storico di architettura, inaugura la propria attività di progettista tra il 1958 ed il 1960 ricevendo i primi tre incarichi professionali commissionati dallo stesso ente, allora denominato ENPAS (Ente nazionale previdenza assistenza dipendenti statali). Oltre all'edificio di Lucca, egli realizza un palazzo per uffici a Pistoia e l'allestimento del salone del pubblico a Firenze in un edificio preesistente.

## Architettura
L'edificio per uffici di Lucca presenta un impianto planimetrico articolato risultante dall'accostamento di tre volumi diversificati dimensionalmente che si dipartono da un fulcro centrale contenente due vani scala.
L'ingresso principale posto sul lato nord immette in un ampio atrio di distribuzione dal quale si accede agli ambienti interni e ai percorsi di collegamento.
Il volume minore, alto due piani, contiene al piano terra un ampio salone per il pubblico attualmente destinato agli sportelli dell'Asl (Azienda sanitaria locale). Questo ambiente, chiuso da pareti cieche continue, si distingue per la particolare copertura voltata a travi in cemento armato a vista individuabili anche dall'esterno dell'edificio.
Al primo piano in corrispondenza della sala per il pubblico del piano inferiore, vi sono gli sportelli riservati agli utenti dell'Inpdap.
I due blocchi a ovest si sviluppano altimetricamente su tre livelli e ospitano nei primi due piani fuori terra ambulatori medici ed uffici della Asl, mentre l'ultimo piano è stato di recente destinato agli uffici amministrativi dell'Inpdap. Fino al 1999 infatti questo piano era adibito a uso residenziale per l'alloggio del funzionario dirigente in carica.
Un altro appartamento è stato ricavato al piano seminterrato, dove si trovano anche i vani tecnici e di servizio come l'archivio, due magazzini di deposito, una centrale termica e un'autorimessa.
All'esterno la struttura portante, messa in evidenza, ingloba il volume edilizio, scandito e misurato dalle fasce orizzontali dei solai e dalle linee verticali dei pilastri. L'attacco tra i pannelli murari e le cornici marcapiano è mediato dall'uso di gusci laterizi realizzati con sapienza artigianale.
Lungo tutto il perimetro fino all'altezza del piano terra i prospetti esterni sono caratterizzati dalla tricromia a ricorsi orizzontali data dall'impiego di fasce alternate di marmo bianco, laterizio e cemento a vista. I piani superiori presentano un paramento murario di mattoni prodotti nelle fornaci dell'Impruneta, che richiama il laterizio delle mura della città, incorniciato dagli elementi strutturali in cemento a vista. L'edificio è concluso da grandi cornicioni in aggetto, evidente riferimento alle tradizionali coperture toscane.
L'impiego di materiali diversi accostati tra loro sviluppa una dialettica tra le diverse componenti dell'edificio, quasi una connessione dinamica volta ad assumere una forma contenuta e rigorosa.
Sotto l'aspetto formale, la sede di Lucca rappresenta un'anticipazione del linguaggio espressivo maturato successivamente nella progettazione della più nota casa Baldi realizzata a Roma nel 1960.